# 四虎將
《四虎將》（英語：The Professionals）是一部1966年上映的美国西部片。本片获得第39届奥斯卡金像奖三项提名。

## 剧情
美国富翁乔伊·葛蘭特声称自己的妻子玛丽亚·葛蘭特被墨西哥反叛军领袖的拉扎绑架。他重金邀请了4名身手不凡的精英去营救玛丽亚，包括枪械专家亨利、爆破专家比尔、驯马师汉斯和善用弓箭的侦察兵杰克。四人一行从美国进入墨西哥，一路克服困难。四人趁夜偷袭反叛军营地，解救出了玛丽亚，却发现情况并非如乔伊·葛蘭特所言。

## 演員

### 四虎將
| 演員          | 角色 | 介紹             |
| 伯特·蘭卡斯特 | 比爾 | 爆破专家         |
| 李·馬榮       | 亨利 | 枪械专家         |
| 勞勃·雷恩     | 漢斯 | 专业牧马人       |
| 伍迪·斯特罗德 | 傑克 | 侦察兵，善用弓箭 |

### 其他主演
| 演員                         | 角色          | 介紹                                 |
| 杰克·帕兰斯                  | 拉扎          | 墨西哥反叛军领袖，比爾和亨利的前战友 |
| 拉尔夫·贝拉米                | 乔伊·葛蘭特   | 美国富翁                             |
| 克勞蒂亞·卡蒂納              | 玛丽亚·葛蘭特 | 乔伊·葛蘭特夫人                      |
| 玛丽亚·戈麦斯（Marie Gomez） | 奇基塔        | 拉扎的副手                           |

## 获奖与提名
- 第39届奥斯卡金像奖：[4]
  - 最佳导演，理查德·布鲁克斯（英语：Richard Brooks），提名
  - 最佳改编剧本，理查德·布鲁克斯（英语：Richard Brooks），提名
  - 最佳彩色片摄影，康拉德·霍尔，提名
- 第24届金球奖：[7]
  - 金球奖最佳戏剧类影片，提名
  - 金球奖年度新星女演员奖（英语：Golden Globe Award for New Star of the Year – Actress），玛丽亚·戈麦斯，提名

## 拍摄
本片的大部分场景都是实景拍摄，取景地包括了加州死亡谷、内华达州火焰谷州立公园以及加州印第奥以东50英里的铁路。剧组采用单个导演组拍摄，全片拍摄共用了87天。摄影师康拉德·霍尔使用潘那维申和特藝七彩进行拍摄。

## 时代背景
影片的背景设置在墨西哥革命后期，片中出现的涂鸦“Viva Villa”即指代墨西哥革命领袖潘乔·比利亚。

## 外部連結
- 互联网电影数据库（IMDb）上《四虎將》的资料（英文）
- 豆瓣电影上《四虎將》的資料 （简体中文）